# Andreas Georg von Murach

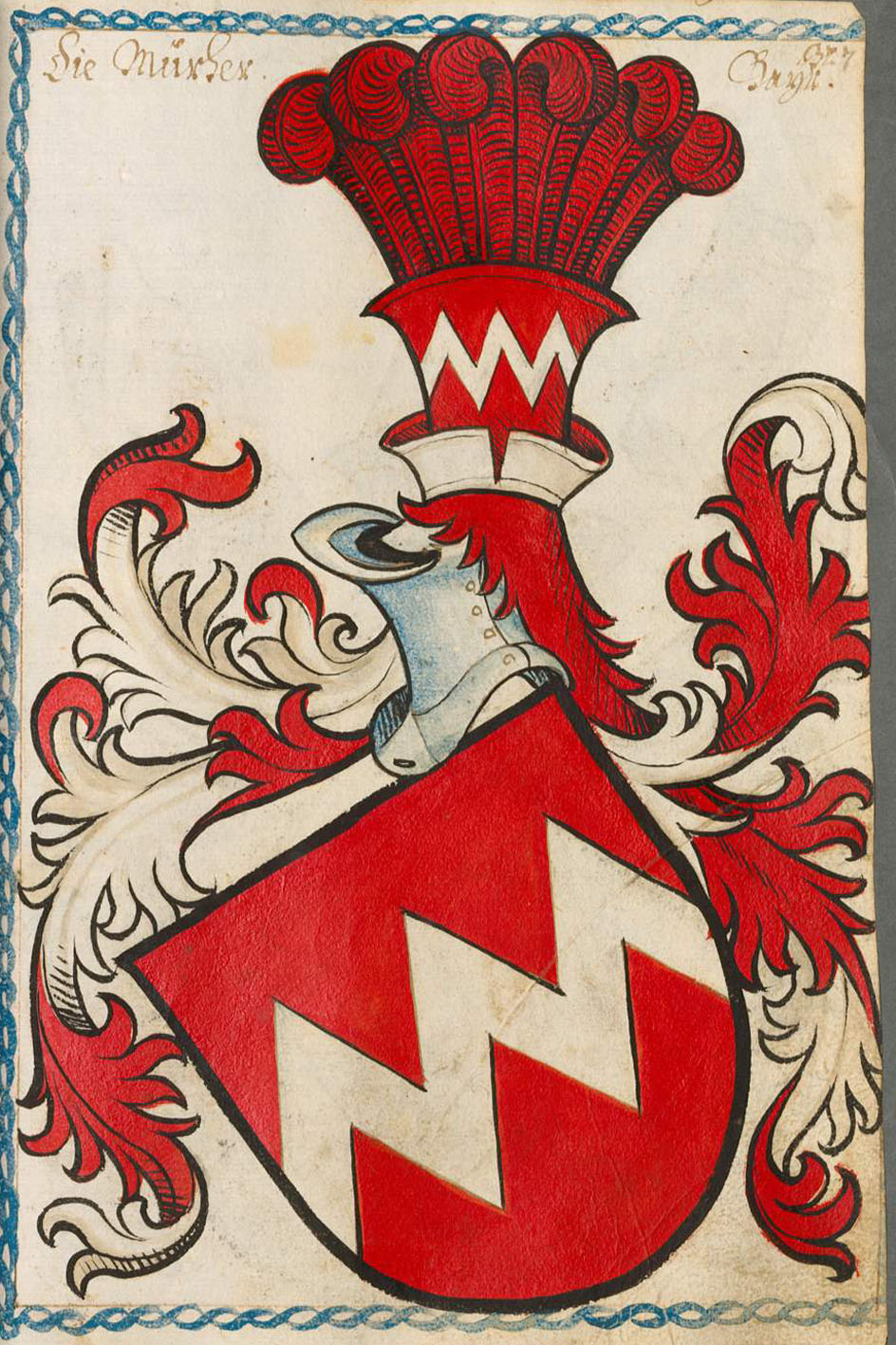
Wappen der Familie von Murach nach Siebmacher

Wappen des Markts Winklarn

Andreas Georg von Murach, auch Endres Jörg von Murach, († Juni 1585 in Offenheim) entstammte dem Adelsgeschlecht der von Murach, hatte umfangreiche Besitzungen zwischen Schönsee und Winklarn und war von 1578 bis zu seinem Tod Landmarschall der Oberpfalz.

## Leben

### Eigene Besitzungen
Von seinem Vater Georg von Murach auf Stamsried erbte Andreas Georg Schwarzenberg und Kürnberg, Eigentum, das über seine Mutter Elisabeth Zenger in die Familie gekommen war. Steinberg fiel ihm 1561 oder 1562 aus dem egloffsteinschen Erbe zu. Winklarn brachte seine Frau Anna mit in die Ehe.
Am 29. Januar 1580 belehnte Kaiser Rudolf II. (HRR) Andreas Georg von Murach auf Kürnberg und Winklarn und seine Frau Anna u. a. mit den zwei öden Schlössern Frauenstein und Reichenstein, heute die Burgruine Reichenstein (Oberpfalz), dem Städtlein Schönsee und den Dörfern Weiding und Pondorf.
Daneben war er seit 1550 Mitbesitzer von Kager und nach dem Tod seines Vaters 1552 alleiniger Besitzer bis zu seinem Tod.

### Wappen für Winklarn
Andreas Georg von Murach war Inhaber der Herrschaft Winklarn und verlieh dem Markt 1577 das Siegelrecht und ein Wappen.
Das vordere Feld des Wappens zeigt mit dem silbernen Zickzackbalken das Stammwappen der Herren von Murach. Der Fuchs stellt die Verbindung zum Adelsgeschlecht der Fuchs von Wallburg her. Thomas Fuchs von Wallburg hat Winklarn bereits Anfang des 16. Jahrhunderts erworben. Sein Nachfolger war sein Sohn Hans Fuchs von Wallburg, Vater von Anna, der Ehefrau von Andreas Georg von Murach. Danach übernahm sein Stiefsohn, Hans Christoph Fuchs von Wallburg, die Herrschaft Winklarn. Das Wappen symbolisiert damit insbesondere die familiäre Verbindung der beiden Adelsgeschlechter von Murach und Fuchs im 16. Jahrhundert.

### Landmarschall der Oberpfalz
Nach dem Tod Ludwigs VI. im Oktober 1583 wurde Andreas von Murach in die Auseinandersetzungen um die zukünftige Ausrichtung der Oberpfalz in Glaubensfragen verwickelt. Ludwig VI. hatte erfolgreich das Luthertum in der Oberpfalz gestärkt, obwohl ihm sein Vater den Calvinismus nahebringen wollte. Als er starb, war sein Sohn noch nicht regierungsfähig. Sein Bruder Johann Kasimir übernahm die Regierungsgeschäfte als Administrator und setzte sich umgehend für die calvinistischen Anliegen ein. Damit waren die Landstände nicht einverstanden. Andreas von Murach forderte den Administrator in einem Schreiben recht forsch auf, Änderungen von Glaubensvorschriften zu unterlassen und beförderte damit den Konflikt zwischen den beiden Lagern.
Als Landmarschall engagierte er sich auch künstlerisch und engagierte vor 1581 den Maler Andreas Solis (1550–1592), Sohn des bekannten Nürnberger Künstlers Virgil Solis. Dieser malte über 300 kolorierte Wappen für das Tucherbuch und war nach 1581 für den Deutschen Orden in Ellingen tätig.
Als Andreas im Juni 1585 in einem Wildbad bei Offenheim starb, wurde sein Leichnam nach Nürnberg überführt. Dort wurde für ihn eine Leichenprozession durchgeführt, als wäre er in Nürnberg gestorben. So hatte er es testamentarisch festgelegt. In den Kirchen wurde angeschrieben: „Der Gestreng, Edel und Vest, Andreas von Murach, Kirnberg, Schwarzenberg und Wincklern, der Obern Kurfürstlichen Pfalz Land-Marschall“. Der Leichenzug führte hinaus nach Lauf.
Sein Nachfolger als Landmarschall der Oberpfalz wurde sein Stiefsohn Hans Christoph Fuchs von Wallburg.

### Familie
Sein Vater war Georg Albrecht von Murach aus Stamsried, seine Mutter Elisabeth Zenger, Erbin von Schwarzenberg und Kürnberg. 1540 heiratete er Anna Fuchs von Wallburg, Tochter des Hans Fuchs von Wallburg und der Verena von Schwarzenstein, sowie Witwe von David, ebenfalls aus dem Adelsgeschlecht der Fuchs von Wallburg. Sie hatten eine Tochter Anna, die zuerst einen Ulrich von Pranckh und danach Hans von Wolffsthal zu Thanstein heiratete.
Die Adelsfamilien der von Murach und der Fuchs von Wallburg waren eng miteinander verbunden. Andreas Bruder Georg war mit der Schwester seiner Ehefrau Barbara verheiratet.